# Trzebionka
Trzebionka – osiedle miasta Trzebinia, w powiecie chrzanowskim, w województwie małopolskim.
Do 1956 r. wieś, w tym też roku weszła w skład osiedla Wodna. Od 1961 r. w granicach Trzebini.
Na Trzebionce znajduje się szkoła podstawowa i przedszkole, a także hotel i restauracja. Trzebionka jest miejscem bardzo dobrze połączonym komunikacją miejską z centrum miasta (ok. 5 min. drogi autobusem) i innymi miastami.
Zlokalizowany jest tu też nowoczesny basen, z którego korzystają mieszkańcy miasta i regionu. Wyposażony jest w dwie sauny (suchą i parową), a także zjeżdżalnie i brodzik dla dzieci oraz basen olimpijski.